# Montgeron
Montgeron – miejscowość i gmina we Francji, w regionie Île-de-France, w departamencie Essonne.
Według danych na rok 1990 gminę zamieszkiwało 21 677 osób, a gęstość zaludnienia wynosiła 1932 osób/km² (wśród 1287 gmin regionu Île-de-France Montgeron plasuje się na 130. miejscu pod względem liczby ludności, natomiast pod względem powierzchni na miejscu 318.).